# Морська навігація
Морська́ навіга́ція — розділ навігації, що вивчає судноплаваня, теоретичне обґрунтування і практичні прийоми водіння морських суден.
Довгий час водіння кораблів і суден позначалося терміном «навігація» (лат. navigatio, від лат. navigo — плавання на судні), але, у зв'язку з розвитком техніки і появи дисциплін, що вивчають маршрути об'єктів в повітряному і космічному просторі, а також багатьох підрозділів навігації, заснованих на різних принципах визначення місця положення в просторі, навігація розділилася на безліч підрозділів, а морська навігація стала лише одним з них.
Також, в судноплавстві до словосполучення морська навігація скорочують період року з умовами, за яких можлива морська навігація.

## Історія морської навігації
Морська навігація зародилася в глибокій старовині. До перших мореплавців відносять єгиптян і фінікійців, проте й інші народи того часу мали навички подорожей морем.
Основи морської навігації в сучасному розумінні були створені при початку використання магнітної стрілки компаса для визначення курсу судна. Перші згадки про це традиційно відносяться до XI століття. Важливим етапом розвитку навігації став початок складання карт у прямій рівнокутній циліндровій проєкції (Г. Меркатор, 1569), в раніші часи в картографії не було єдиного стандарту. Великим кроком вперед послужив винахід в XIX столітті механічного лага — приладу, що вимірює швидкість судна.
Наприкінці XIX — початку XX століть успіхи в розвитку фізики і дослідженні електрики послужили основою створення електронавігаційних і радіотехнічних приладів судноводіння.